# Чита
Чита́ (рос. Чита) — місто, центр Забайкальського краю та його Читинського району, Росія. Адміністративний центр та єдиний населений пункт Читинського міського округу.

## Географія
Місто розташоване в Азії, у центральній частині Забайкалля, у Читино-Інгодинській западині і на схилах хребтів Яблоновий (із заходу) і Черського (зі сходу), при впадінні річки Чита у річку Інгода. Найвища відмітка рельєфу в межах міста — 1039 м (гора Чита), найнижча — 632 м (в долині річки Інгода між Піщанкою і Атамановкою). В межах міста розташована гора Тітовська сопка (780 м) вулканічного походження, формування якої почалося у верхньому палеозої. За геологічною будовою тут є пісковики, алевроліти, місцями ефузіви і граніти (скеля Сохотіно в долині річки Інгода, скелі Дворци в долині струмка Кадалінка).
Місто розділене на 4 міських райони: Залізничний, Інгодинський, Центральний, Черновський.

### Клімат
| Клімат Чита (1981–2010)                    | Клімат Чита (1981–2010) | Клімат Чита (1981–2010) | Клімат Чита (1981–2010) | Клімат Чита (1981–2010) | Клімат Чита (1981–2010) | Клімат Чита (1981–2010) | Клімат Чита (1981–2010) | Клімат Чита (1981–2010) | Клімат Чита (1981–2010) | Клімат Чита (1981–2010) | Клімат Чита (1981–2010) | Клімат Чита (1981–2010) | Клімат Чита (1981–2010) |
| Показник                                   | Січ.                    | Лют.                    | Бер.                    | Квіт.                   | Трав.                   | Черв.                   | Лип.                    | Серп.                   | Вер.                    | Жовт.                   | Лист.                   | Груд.                   | Рік                     |
| Абсолютний максимум, °C                    | 0,4                     | 7,4                     | 18,3                    | 29,3                    | 34,6                    | 38,8                    | 38,0                    | 40,6                    | 30,9                    | 22,7                    | 12,7                    | 5,0                     |                         |
| Середній максимум, °C                      | −17,7                   | −10                     | −0,7                    | 9,1                     | 17,8                    | 24,3                    | 25,9                    | 23,0                    | 16,4                    | 6,8                     | −6                      | −15,4                   | 6,1                     |
| Середня температура, °C                    | −25,2                   | −19,2                   | −9                      | 1,6                     | 9,7                     | 16,4                    | 18,7                    | 16,0                    | 8,7                     | −0,4                    | −12,6                   | −21,9                   | −1,4                    |
| Середній мінімум, °C                       | −31,2                   | −27,1                   | −17                     | −5,6                    | 1,6                     | 8,7                     | 12,3                    | 10,0                    | 2,3                     | −6,2                    | −18,3                   | −27,3                   | −8,2                    |
| Абсолютний мінімум, °C                     | −49,6                   | −48                     | −45,3                   | −29,6                   | −13,3                   | −5,4                    | 0,1                     | −3                      | −10,7                   | −33,7                   | −41,1                   | −47,8                   | −49,6                   |
| Середня кількість сонячних годин на місяць | 139                     | 179                     | 239                     | 242                     | 277                     | 279                     | 247                     | 226                     | 212                     | 190                     | 134                     | 108                     | 2472                    |
| Норма опадів, мм                           | 3                       | 2                       | 4                       | 12                      | 26                      | 63                      | 90                      | 89                      | 41                      | 9                       | 6                       | 5                       | 349                     |
| Днів з дощем                               | 0                       | 0                       | 1                       | 5                       | 11                      | 16                      | 18                      | 17                      | 13                      | 5                       | 0                       | 0                       | 86                      |
| Днів зі снігом                             | 15                      | 9                       | 8                       | 7                       | 3                       | 0                       | 0                       | 0                       | 1                       | 7                       | 11                      | 15                      | 76                      |
| Вологість повітря, %                       | 76                      | 72                      | 59                      | 47                      | 46                      | 58                      | 68                      | 73                      | 66                      | 61                      | 70                      | 77                      | 64                      |
| ------------------------------------------ | ----------------------- | ----------------------- | ----------------------- | ----------------------- | ----------------------- | ----------------------- | ----------------------- | ----------------------- | ----------------------- | ----------------------- | ----------------------- | ----------------------- | ----------------------- |

## Історія

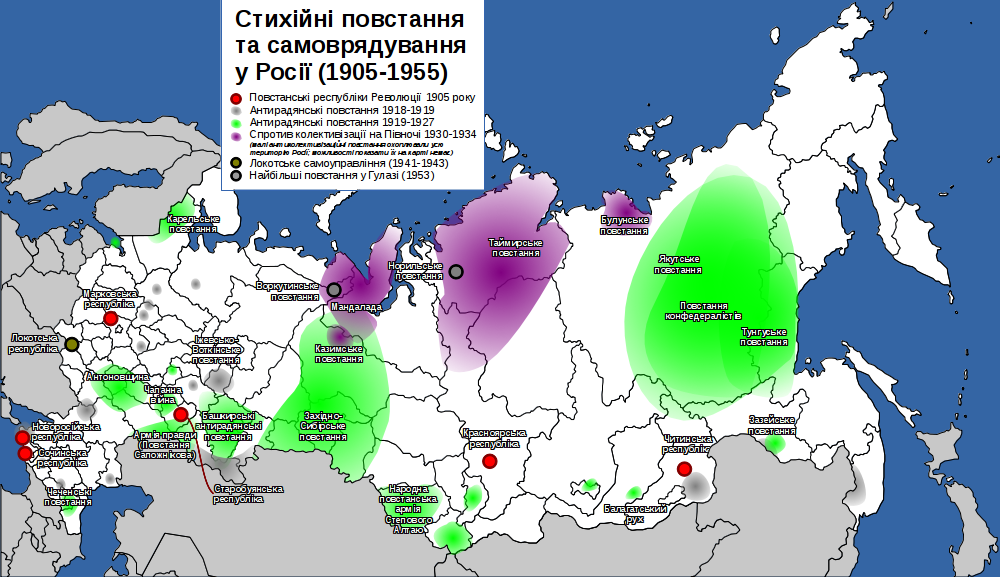
Читинська республіка на карті повстань у Росії

До російської колонізації краю, що приходиться на XVII століття, Забайкалля було населене евенками та в східній частині по берегам річок Амур та Аргунь даурами. Російські поселення на території сучасної Чити, з'являються з середини XVII століття. Наприкінці того ж століття згадується поселення Плотбище, у 1701 році — Читинська слобода, яка з 1711 року відома як Читинський острог. З 1851 року — центр Забайкальської області.
Під час першої російської революції 1905 року у місті була проголошена Читинська республіка. За час громадянської війни в Росії у Читі побували уряди Забайкальської республіки, Російської східної окраїни, Бурят-Монголії, Далекосхідної республіки.
З 1922 року — центр Забайкальської губернії. В 1926 році Чита стала окружним містом Далекосхідного краю, а в 1937 — центром Читинської області. В 2008 році після ліквідації Агінського бурятського автономного округу місто стало центром Забайкальського краю.

## Населення
Населення — 324444 особи (2010; 316643 у 2002).

## Транспорт
Повітряний
Місто обслуговує аеропорт Кадала.
Автомобільний
- Федеральна автомагістраль Р258 «Байкал» Іркутськ — Улан-Уде — Чита.
- Федеральна автомагістраль Р297 «Амур» Чита — Хабаровськ.
- Федеральна автомагістраль А350 Чита — Забайкальськ — кордон з Китаєм.

Залізничний
Чита — великий залізничний центр на Транссибірській магістралі. У межах міського округу розташовано десять станцій і зупинних пунктів (із заходу на схід): ст. Черновська, з. п. 6176 км, з. п. Залізобетонний, ст. Кадала, з. п. 6191 км, ст. Чита I, ст. Чита II, ст. Антипиха, з. п. 6205 км, ст. Піщанка.
У Читі розташоване Управління Забайкальської залізниці, яка здійснює контроль перевезень на території Забайкальського краю і Амурської області (загальна довжина колій — 3400 км).
Міський
Міський транспорт має у своєму складі тролейбус, автобус і маршрутні таксі.
Також в місті існує дитяча залізниця.

## Освіта
У місті розташовані Забайкальський Державний Університет, філія Байкальського Державного університету, Забайкальський інститут залізничного транспорту

## Відомі люди
- Кирило Андреєнко (1988—2014) — капітан Збройних сил України, учасник російсько-української війни.
- Олександр Андрус (1881—19??) — командир полку військ Центральної Ради.
- Микола Гамалія (1932—2016) — український науковець-онколог, фотобіолог, фахівець з лазерної медицини, доктор біологічних наук.
- Василь Гребінь (нар. 1964) — український вчений, професор Київського національного університету імені Тараса Шевченка.
- Станіслав Дробишевський (нар. 1978) — російський антрополог.
- Лідія Кушкова-Шевченко (нар. 1939) — українська актриса та режисер, 1979 — народна артистка України.
- Зетта Лагутіна (нар. 1927) — українська художниця.
- Тетяна Лебедєва — українська державна діячка та медіаменеджрка.
- Віль Ліпатов (1927—1979) — російський письменник.
- Ігор Мірнов (нар. 1984) — російський хокеїст
- Дмитро Нагішкін (1909—1961) — російський письменник
- Дмитро Носов (нар. 1980) — російський дзюдоїст, олімпійський медаліст.
- Лев Охотін (1911—1948) — член Верховної Ради Всеросійської фашистської партії.
- Анатолій Собчак (1937—2000) — російський політичний діяч, мер Санкт-Петербурга.
- Віталій Соломін (1941—2002) — російський актор.
- Юрій Соломін (нар. 1935) — російський актор, режисер.
- Аліна Стадник-Махиня (нар. 1991) — українська борчиня вільного стилю, чемпіонка чемпіонатів світу і Європи.
- Володимир Терещенко (нар. 1946) — український військовик. Генерал-лейтенант. Командувач Ракетних військ та артилерії ЗС України (1996—2000).
- Дмитро Тимчук (нар. 1972) — український військовий і політичний журналіст.
- Сергій Ходоровський (1980—2016) — сержант Збройних сил України, учасник російсько-української війни.
- Володимир Шкідченко (нар. 1948) — військовий діяч України, генерал армії України.
- Омелян Ярославський (1878—1943) — професіональний революціонер, радянський державний і партійний діяч.

## Галерея

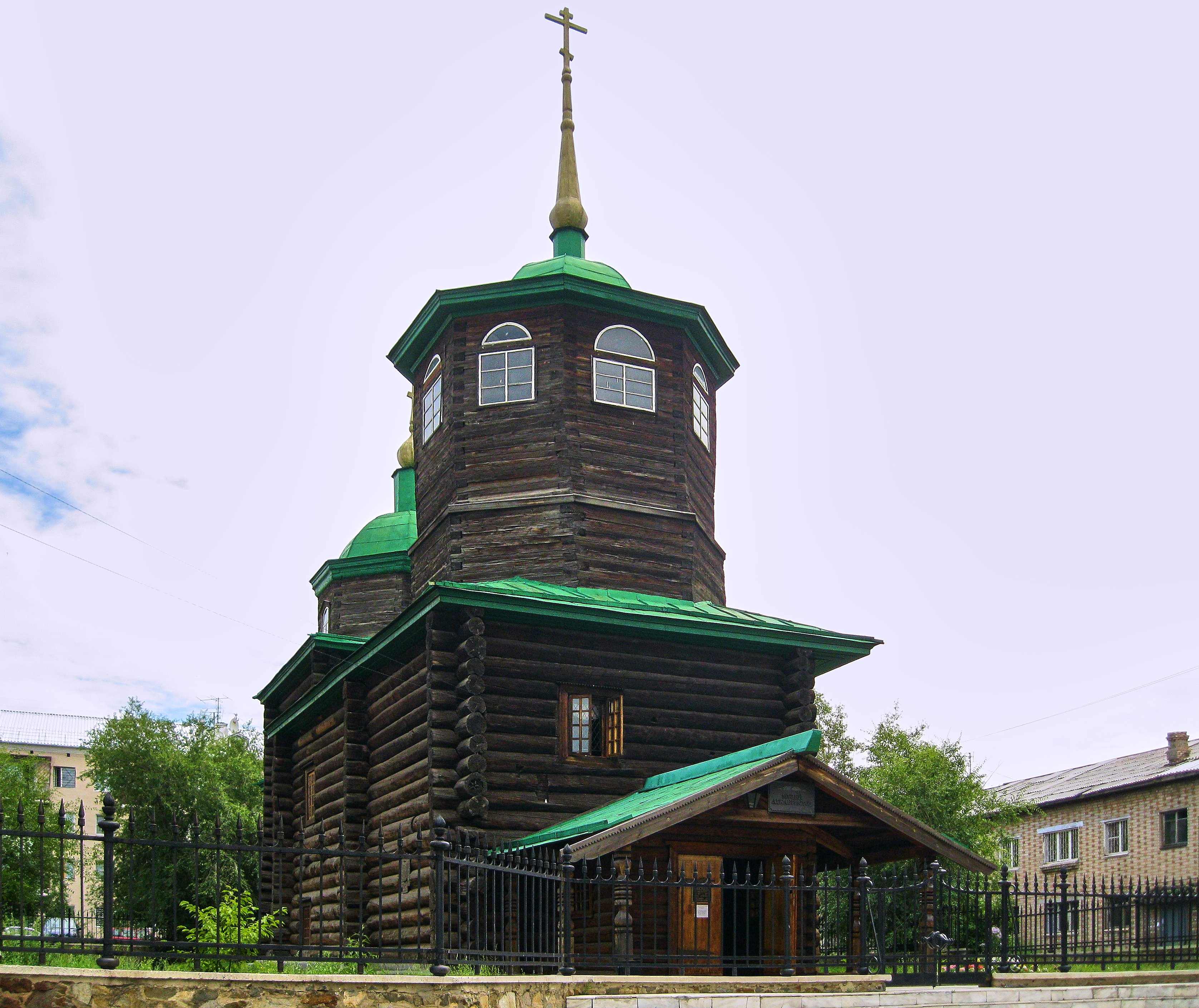
Церква декабристів
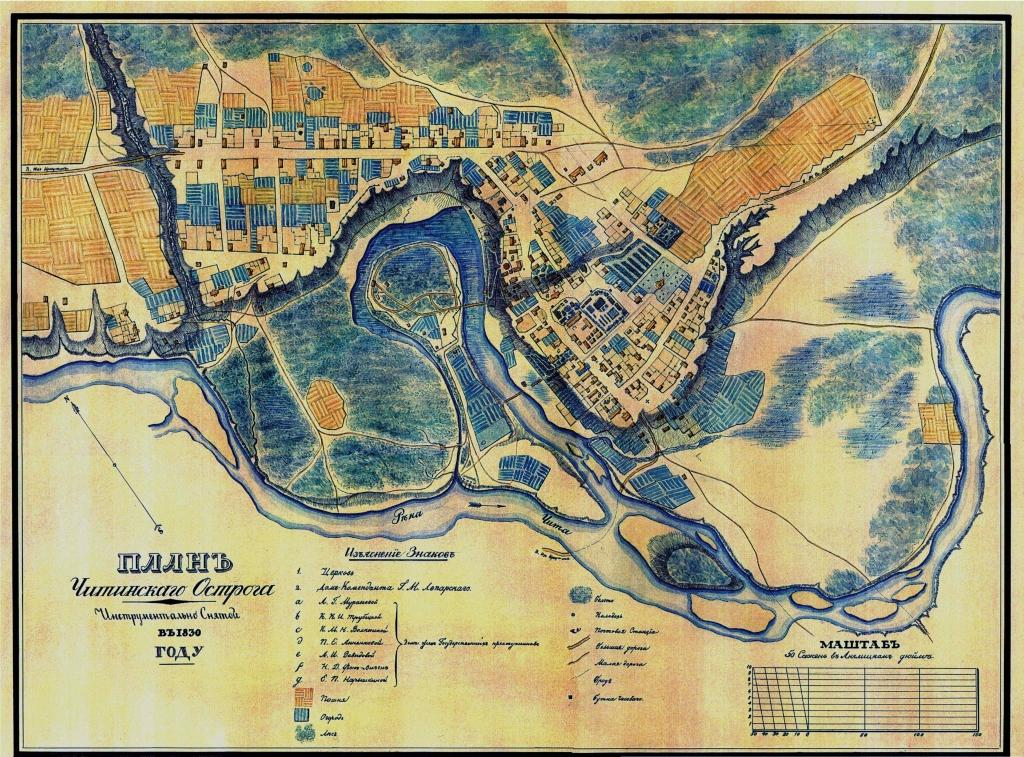
Міський план, 1830
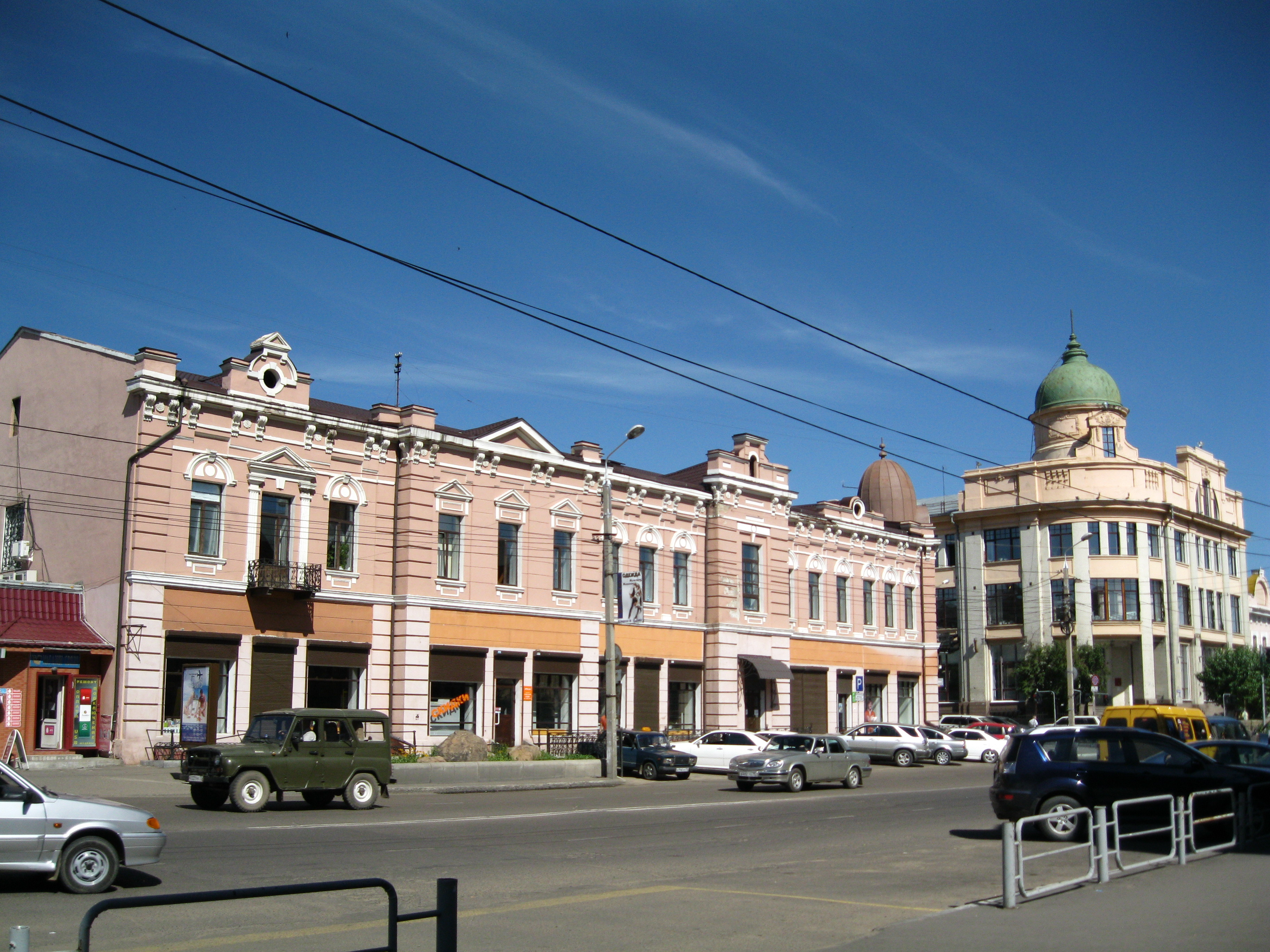
Амурська вулиця
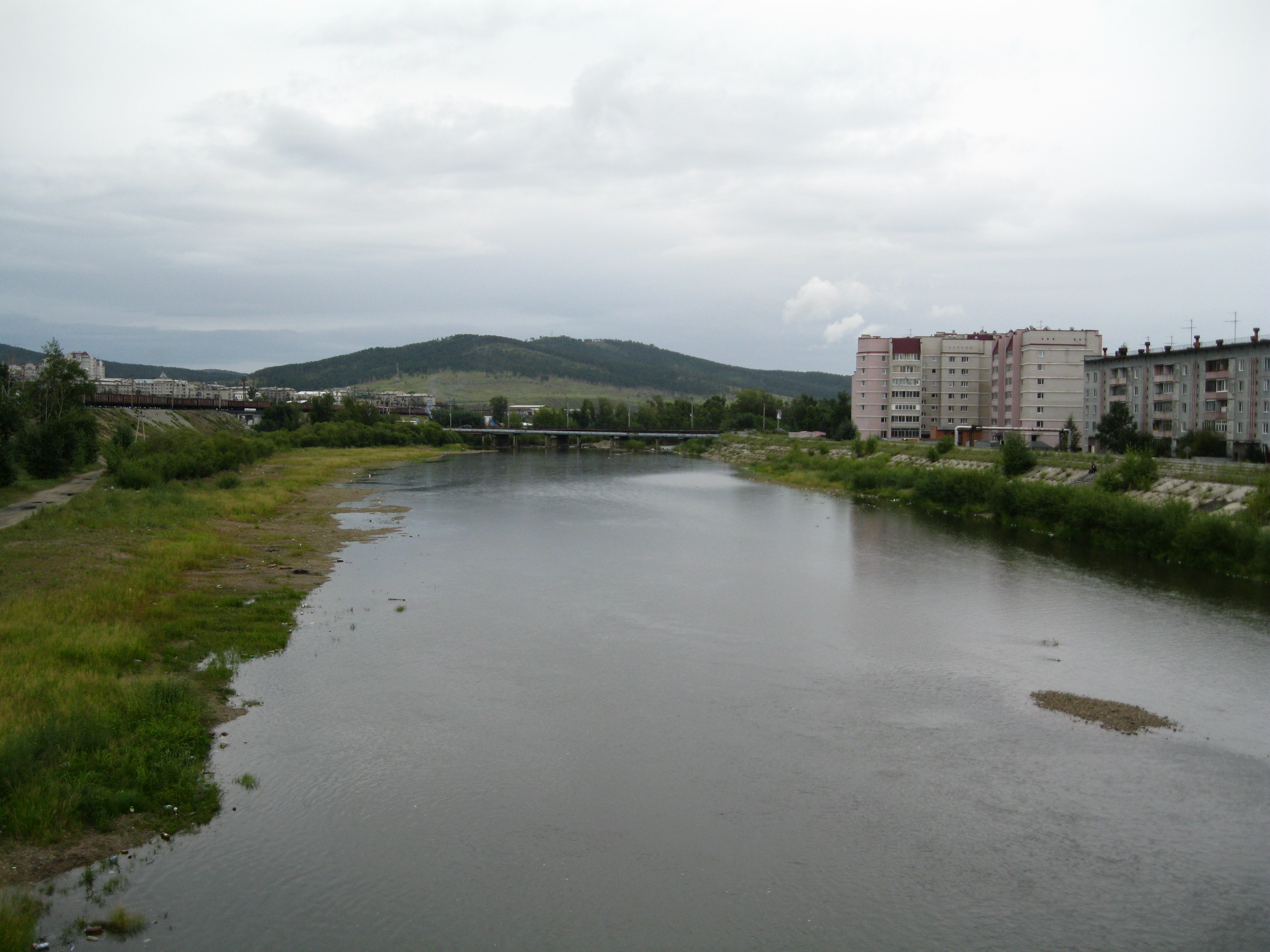
Річка Чита
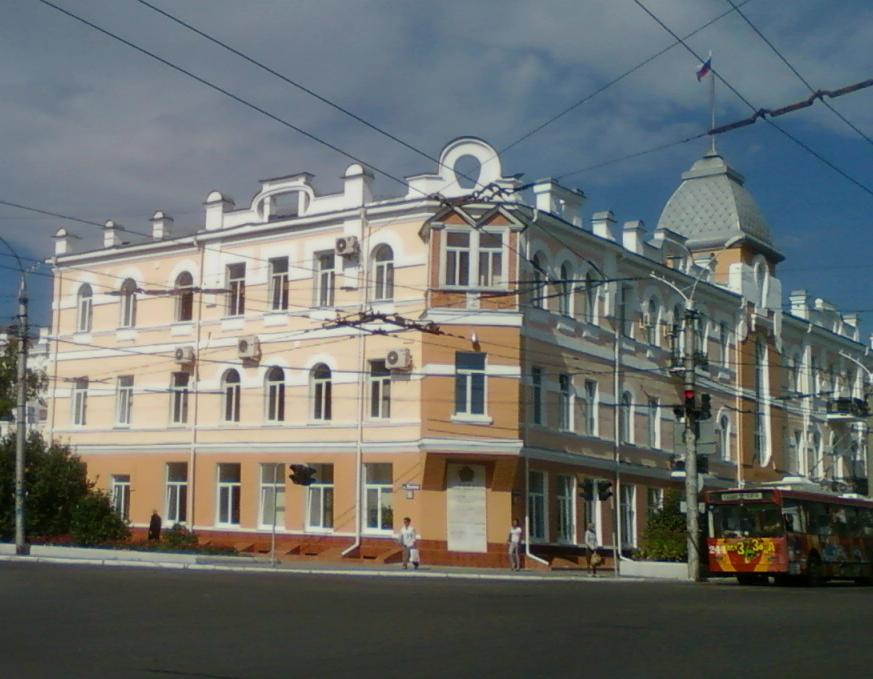
Міська адміністрація
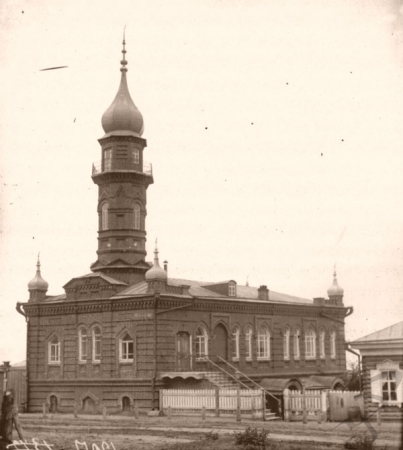
Мечеть
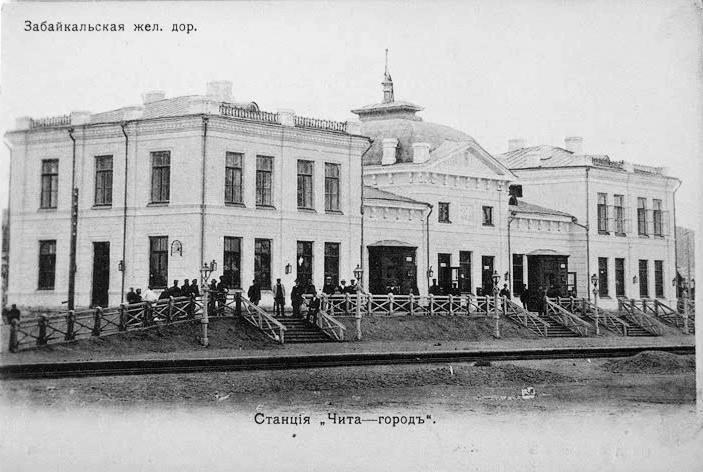
Вокзал, 1910
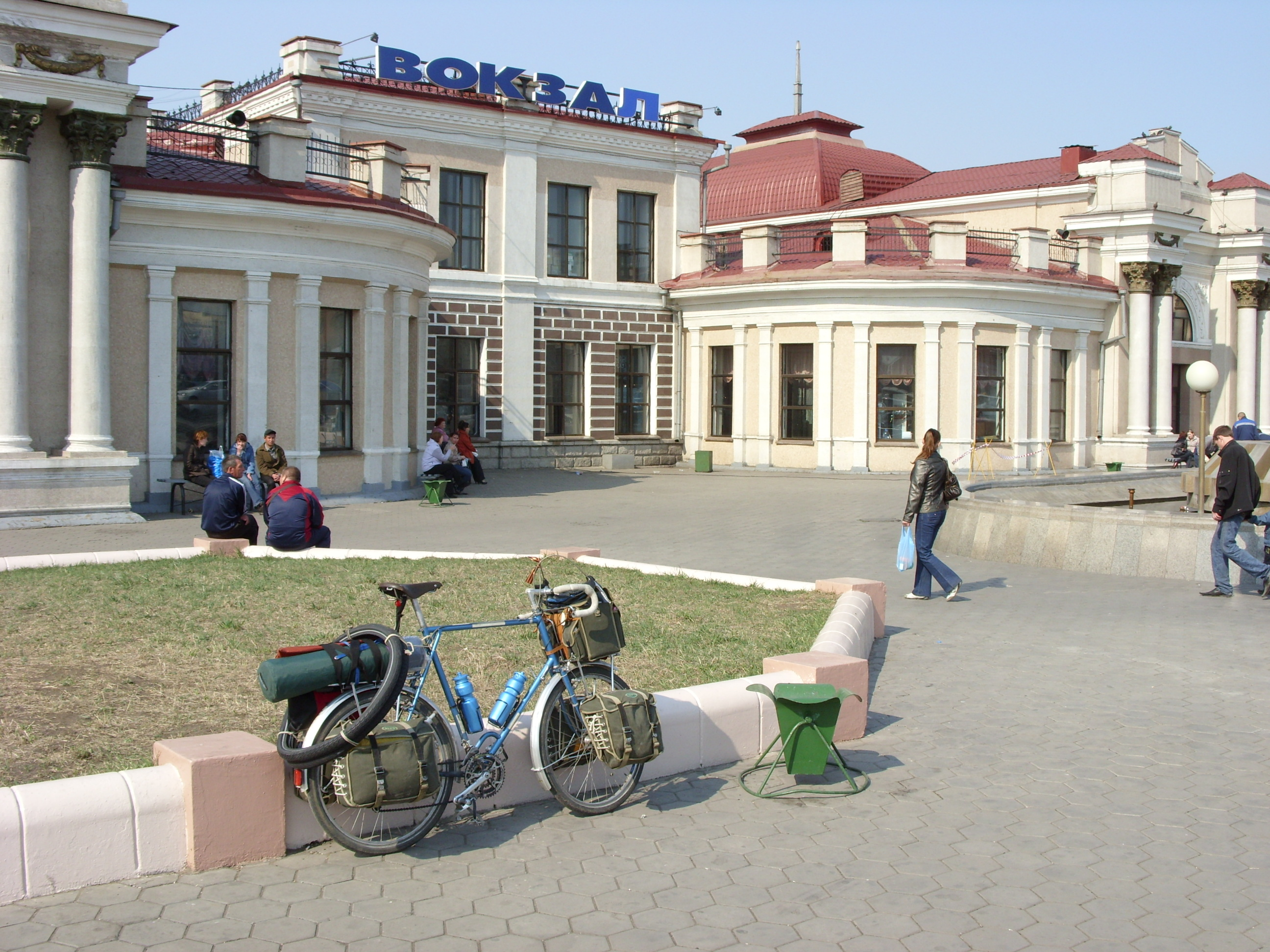
Вокзал